# Acradenia euodiiformis
Acradenia euodiiformis är en vinruteväxtart som först beskrevs av Ferdinand von Mueller, och fick sitt nu gällande namn av Thomas Gordon Hartley. Acradenia euodiiformis ingår i släktet Acradenia och familjen vinruteväxter. Inga underarter finns listade i Catalogue of Life.